# Гіноцентризм
Гіноцентризм (англ. gynocentrism, від давньогр. γυνή (жінка, дружина) і κέντρον (жало, наконечник списа, центр кола у компасі)  — теорія, практика чи адвокація основної чи першочергової уваги до жіночого досвіду, що розміщує жіночу точку зору в центр погляду на світ, його культуру та історію.
Гіноцентричні практики та оптики розвинулися з критики феміністичною наукою, а до неї — феміністичною науковою фантастикою та феміністичним мистецтвом андроцентризму людської культури.
Питання в соціології можна вважати гіноцентричним, коли це стосується виключно жіночої (або феміністичної) точки зору.

## Історія терміна
Термін «гіноцентризм» був використаний в 1897 році у «Відкритому суді» (англ. Open Court), де говорилося, що континентальні європейці вважають американців «страждаючими швидше на гіноцентризм, ніж антропоцентризм». У 1914 році автор Джордж А. Бірмінгем заявив, що «Американське соціальне життя мені здається гіноцентричним, воно влаштоване з урахуванням зручності та радості жінок. Чоловіки приходять туди, де і як можуть».
Починаючи з фемінізму другої хвилі в 1970-х, термін використовувався для опису фемінізму відмінностей, який перейшов до прийняття відмінностей між статями від ідей фемінізму рівності.
Теоретикині фемінізму підтримують гіноцентричну оптику, наслідком чого є розвиток таких дисциплін, як гендерна та жіноча історія, жіночі гендерні студії загалом, а також у рамках емпавермент-практик. У системі феміністської науки жіноча точка зору, потреби та досвіди є призмою, через яку аналізуються різні соціальні явища і проблеми та шукаються екологічні рішення, аби досягти балансу на противагу історичному чоловічому домінуванню в науці та культурі.
Філософ Кріста Ходапп з університету штату Массачусетс описує, що в сучасних маскулістських рухах гіноцентризм характеризується негативно, як продовження «королівських любовних угод середньовічних часів», де жінки оцінювалися як квазіаристократичний клас, а чоловіки вважалися нижчим класом для слугування їм. Авторка ілюструє, як сучасний мнтифемінізм описує фемінізм як увічнення гнітючих середньовічних конвенцій, таких як віддане лицарство та романтизовані стосунки, а не як рух до звільнення і рівних прав.
Сучасні дослідники гіноцентричних культур використовують різні терміни, наприклад: «матріфокальна родина» (англ. matrifocal), коли рід визначається за матір'ю і головою в домі та вихованні дітей є матір), «матріархат» для позначення суспільств, в яких вплив жінок є панівним.

## Питання існування гіноцентричних суспільств
Проблема про те, чи існували реальні матріархальні суспільства, до змалювання яких тяжіють художній міф та альтернативна історія, вперше зацікавила європейських вчених в середині 1800-х.
Деякі дослідники стверджують, що гіноцентризм існував протягом історії людства, з ранніх культур встановлюючи главенство жіночих божеств та проблем матері та дитини. Ця точка зору висвітлена у творах Марії Ґімбутас, археолога та етнографа, доктора історичних наук, спеціалістки з ранньої історії слов'янських, балтійських племен, Східної Європи. Культури, де домінують чоловіки, за Гімбутас, з'явилися пізніше і розповсюдили свій вплив усім світом.
Йоганн Якоб Бахофен (нім. Johann Jakob Bachofen) опублікував результати дослідження гіноцентричних культур у роботі під назвою «Материнське право» (Das Mutterrecht, 1861), основоположний твір XIX століття про роль жінки в древніх культурах. Учений використовував термін «гінократія» для визначення того, що відбувалося на різних етапах соціального розвитку того періоду, коли жінки надавали «громадянське правління». Баховен заснував свою діяльність на роботі Льюїса Х. Моргана «Ліга Хо-де-ні-су-ні» або Ірокези» (англ. The League of the Ho-de-no-sau-nee or Iroquois).
Є дослідження, що подобні суспільства не є зміною патріархальної системи, в котрій жінка домінує над чоловіком, а скоріше пов'язані з появою гендерно-егалітарних суспільств. Висувається гіпотеза, що всі світові культури колись були гендерно-егалітарними — жінки та діти були центром подібних суспільств, а чоловіки виступали робочою силою для підтримки функціонування суспільств.
У дослідженні суспільства Тринідаду 2019 року, опублікованому в журналі Justice Policy Journal, дослідники дійшли висновку, що «гіноцентризм пронизує всі аспекти системи кримінального правосуддя, а також суспільства».

## Критика
Вчені дослідники Кетрін К. Янг з університету Макгіла та Пол Натансон стверджують, що ідеологічно основним завданням гіноцентризма є пріоритизація жінок ієрархічно, що в результаті може бути витлумачено як мізандрія (ненависть і забобони щодо чоловіків). Феміністські заклики до рівності та справедливості, на їхню думку, є приводом до розвитку гіноцентризма. Вчені визначають гіноцентризм як світогляд, заснований на неявній або явній вірі, що світ обертається навколо жінок. Протиставлення чеснот жінки й вроджених вад чоловіків призвело до певної форми дискримінації останніх . Вони також стверджують, що гіноцентризм є формою есенціалізму ― на відміну від стипендій чи політичної діяльності від імені жінок ― тою мірою, в якій вона зосереджена на вроджених чеснотах жінок та природних пороках чоловіків. І додають:

| Цей світогляд є також явно містичним, оскільки він не лише ігнорує потреби та проблеми чоловіків, але і нападає на них. |
| |

Американська письменниця Крістін Хофф Соммерс стверджувала, що гіноцентризм є антиінтелектуальним та дотримується антагоністичного погляду на традиційні наукові та творчі дисципліни, виключаючи фундаментальний внесок в науку і культуру чоловіків. Соммерс також пише:

| Презумпція об'єктивності, приписаної багатьом теоремам гіноцентризму, придушила феміністський дискурс і тлумачення. |
| |

Деякі постмодерністські феміністки, такі як Ненсі Фрейзер, ставлять під сумнів припущення про стійку концепцію «жінки», яка лежить в основі всього гіноцентризму. Феміністська письменниця Лінда Бернс підкреслює, що гіноцентризм вимагає відзначення позитивних жіночих відмінностей жіночої історії, міфів, мистецтва та музики, на відміну від асиміляційної моделі, привілейованої подібності з чоловіками. Проте на практиці спостерігається практична перевага жінок, пов'язаних з гіноцентричними наративами, які часто розглядаються як абсолютні: міжособистісні, культурні, історичні, політичні або і в більш широких соціальних контекстах, таких як популярні розваги. Таким чином, це може відтінюватися в тому, що Розалінд Коуард назвала: 

| Womanism (жіноцтво) — своєрідна популяризована версія фемінізму, яка визнає все, що робить жінка, і зневажає чоловіків. |
| |

«Спільнота чоловіків, що йдуть своїм шляхом» (англ. "Men Going Their Own Way" або MGTOW), закликає стати противниками мізандрії від гіноцентризма